# It Came from the Desert
It Came from the Desert (lett. "venne dal deserto") è un videogioco sviluppato dalla Cinemaware nel 1989 per Amiga e in seguito convertito per MS-DOS e TurboGrafx 16. Erano previste, ma non uscirono, una versione Atari ST e una Sega Mega Drive; quest'ultima esiste come prototipo ed è un gioco d'azione piuttosto differente.
Come molti altri titoli Cinemaware It Came from the Desert ha uno stile hollywoodiano, con utilizzo di intermezzi animati e una grafica di alto livello, caratteristiche non comuni all'epoca. Il videogioco è ispirato a molti film di serie B degli anni cinquanta che sfruttano l'idea delle radiazioni e del nucleare per generare mostruose creature mutanti. Il gioco viene considerato uno dei migliori e dei più innovativi titoli Cinemaware, avendo vinto molti riconoscimenti dalle riviste del settore.

## Trama
Siamo nel giugno 1951. La cittadina mineraria di Lizard Breath, negli Stati Uniti, ha subìto una pioggia di meteoriti e il giocatore, che interpreta il geologo locale Greg Bradley, decide di investigare su alcuni strani fatti accaduti nella cittadina.
Nella prima parte Greg deve raccogliere prove sufficienti sulla minaccia delle formiche giganti, in modo da convincere lo sceriffo della loro esistenza.
Successivamente interviene la Guardia Nazionale che dovrà difendere la città, trovare e distruggere il nido delle formiche.

## Modalità di gioco
Il gameplay è incentrato sulle scelte del giocatore, che ha a disposizione una mappa a scorrimento della zona. A seconda delle località esplorate, che vengono mostrate come schermate statiche, il giocatore può incontrare altri personaggi, entrare in minigiochi o incontrare delle formiche giganti.
Con i personaggi si interagisce con visuale in prima persona, attraverso menù che propongono frasi predefinite.
I minigiochi introducono nel videogioco d'avventura degli elementi arcade.
Le formiche vengono combattute con la pistola, granate, dinamite e con insetticida che viene sparso tramite un aeroplano. I combattimenti faccia a faccia avvengono con visuale in prima persona, mentre gli attacchi in massa hanno visuale dall'alto. Possono esserci anche scontri con il coltello, contro personaggi umani ostili.
In caso di fallimento di una prova d'azione ci si ritrova in ospedale, con conseguente perdita di tempo; è possibile anche la fuga dall'ospedale, anch'essa sotto forma di un minigioco arcade.
Il gioco è in tempo reale e un secondo corrisponde a un minuto nel mondo del gioco; si hanno 15 giorni di tempo fittizio per completare l'avventura, pertanto è importante la rapidità di decisione.

## Espansione
Nel 1990 uscì un'espansione solo per Amiga, in due dischetti, intitolata Antheads: It Came from the Desert II o Antheads: It Came from the Desert II Data Disk nelle edizioni europee Mirrorsoft o solo It Came from the Desert II nell'edizione americana Cinemaware. Si svolge sempre a Lizard Breath, cinque anni dopo, dove le formiche sono tornate, riuscendo tra l'altro a trasformare alcuni abitanti in ibridi dalla testa di formica. Anche l'espansione fu di solito un successo di critica.

## Film
Nel 2017 è uscito il film It Came from the Desert, di coproduzione finlandese-britannica-canadese, dichiaratamente ispirato al videogioco, sebbene con una trama differente. Durante i titoli di coda vengono mostrate scene del videogioco.